# Damaged (canción)
«Damaged» es una canción pop dance del grupo R&B Danity Kane. Fue escrita por Justin Walker, Diddy, Mario Winans, Jonathan Yip, Jeremy Reeves, Miscayle Mckinney, Ray Romulos, Shannon Lawrence, Rose Marie Tan y James Smith, y producida por Stereotypes junto con la producción de Diddy para el disco de estudio Welcome to the Dollhouse.
Fue lanzada en los Estados Unidos el 29 de enero del 2008. Llegó a la posición número 10 del Billboard Hot 100 , siendo certificado disco doble platinio por más de 1,97 millones de descargas digitales solo en Estados Unidos.

## Promoción
En enero del 2008 Danity Kane puso en su página web una encuesta en el que se daba a elegir cuál sería el primer sencillo de su segundo disco de estudio las opciones eran dos "Pretty Boy" y "Damaged" siendo esta última la que dominaba la encuesta. El 28 de enero del mismo año Aubrey O'Day y Dawn Angelique Richard escribieron en sus páginas de myspace oficiales que "Damaged" había sido escogida como primer sencillo y que muy pronto será lanzada.
La producción del tema se mostró en el séptimo episodio de la temporada de Making the band. Luego la promoción de "Damaged" fue en los programas The Tyra Banks Show, Jimmy Kimmel Live!, The Morning Show, Nashville Star, y MTV's Total Request Live. El tema también fue usado para presentar varios programas de televisión.
"Damaged" ocupó el puesto 16 en Itunes pop y en el top 42 de la lista Itunes.

## Video musical
El video musical fue dirigido por Syndrome y la premier fue el 11 de marzo del 2008 en el programa de MTV TRL llegando al número 3, siendo esta su posición máxima.
En el video se muestra a las cinco chicas bailando con una luz rosada y luego recostadas dentro de un corazón. Al final del video las chicas están en un pabellón operando a un hombre cuando lo dejan solo y despierta siendo esto todo un sueño. En YouTube el video logró 15 millones de visualizaciones. El video fue nominado a los MTV Music Awards como mejor video pop y mejor coreografía. Fue nominada a los Teen Choice Awards por mejor tema. "Damaged" logró la posición número 1 de los videos más vistos de MTV y la posición número 5 de las mejores canciones del 2008.

## Posicionamiento en listas
| Lista (2008)                            | Máxima posición |
| --------------------------------------- | --------------- |
| Australia (ARIA)                        | 51              |
| Australia (ARIA Urban Singles)          | 10              |
| Canadá (Canadian Hot 100)               | 26              |
| Canadá (CHR/Top 40)                     | 11              |
| Canadá (Hot AC)                         | 25              |
| Estados Unidos (Billboard Hot 100)      | 10              |
| Estados Unidos (Hot Dance Club Songs)   | 24              |
| Estados Unidos (Dance/Mix Show Airplay) | 3               |
| Estados Unidos (Mainstream Top 40)      | 6               |
| Estados Unidos (Rhythmic)               | 9               |